# 正街炸彈襲擊案

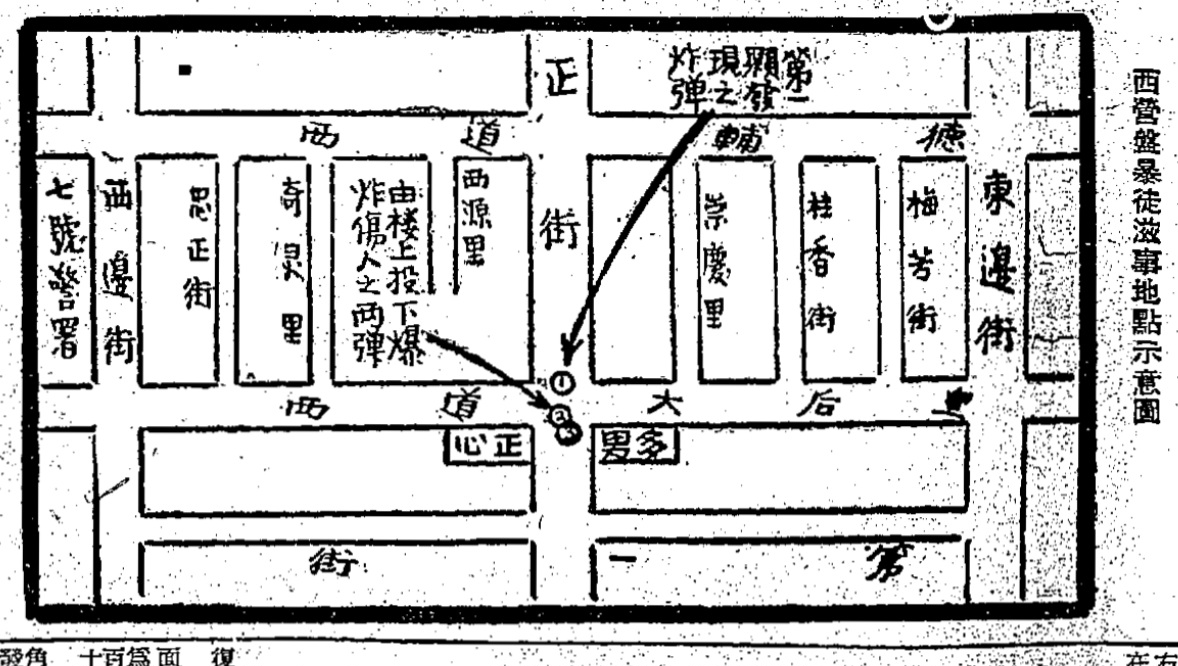
《華僑日報》在1967年8月26日刊登的報導中，附上炸彈襲擊所在位置的示意圖，講解昨晚是先有一枚炸彈被放置在「正心大茶樓」和「多男大茶樓」對出的路口，然後再有兩枚炸彈先後被投擲到附近位置並發生爆炸

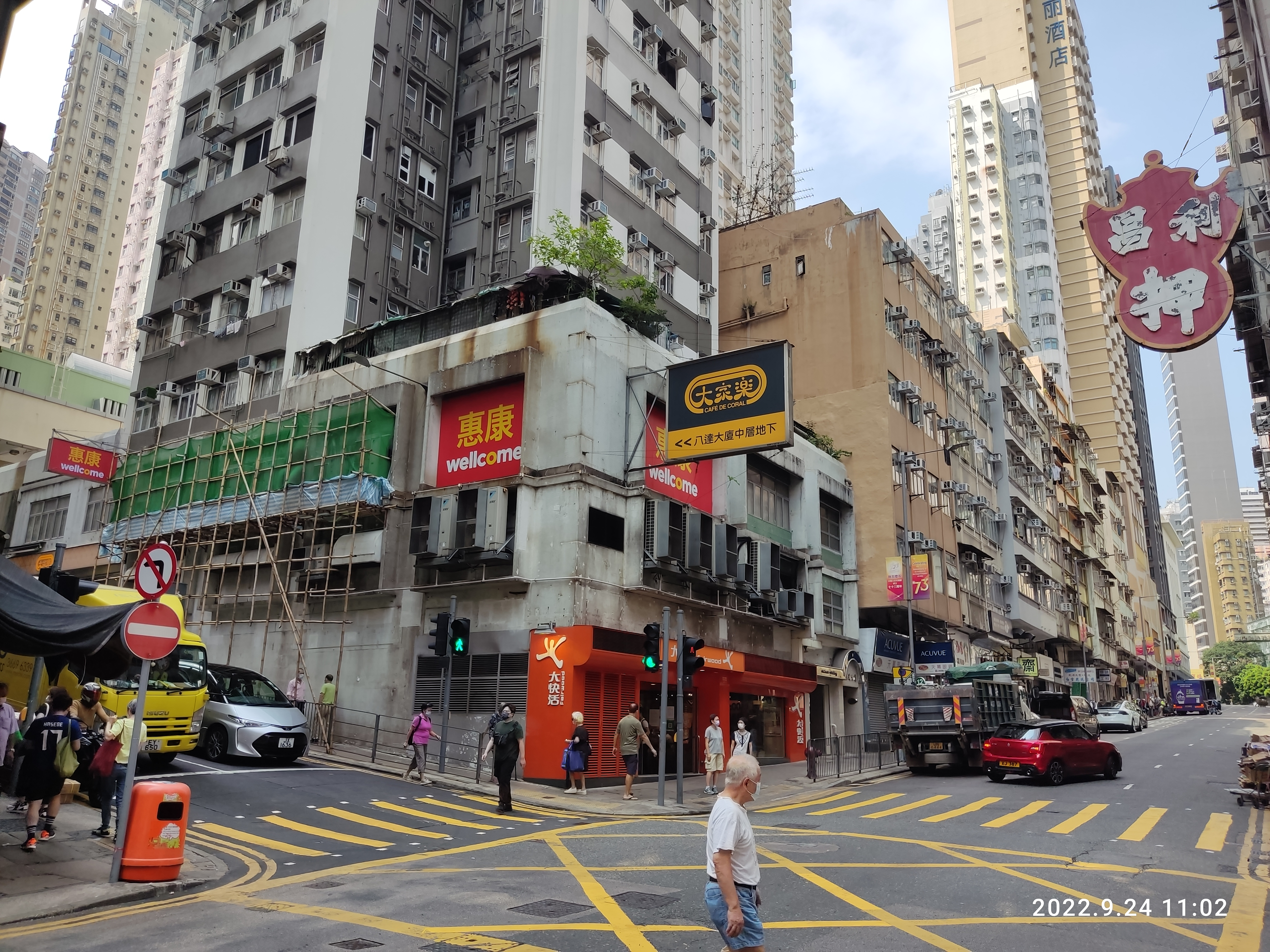
曾於1967年8月25日晚上發生連環炸彈襲擊的皇后大道西和正街交界十字路口，照片中的正街有一輛黃色貨車及一輛銀白色私家車在交通燈位前停車等候，另有一輛紅色私家車沿皇后大道西往西行駛，當年的「正心大茶樓」已重建為在照片中地面開設有大快活快餐店的八達大廈，「多男大茶樓」則重建為現時的豐景閣，至於圖中靠右沿皇后大道西而建的五、六層高樓宇在當年已經落成（攝於2022年9月）

正街炸彈襲擊案是一宗發生於香港六七暴動期間的1967年8月25日，在香港島西營盤正街和皇后大道西交界處的炸彈襲擊案。當晚在西營盤正街發生的連環炸彈襲擊共涉及三枚土製炸彈。兇徒先將第一枚炸彈放置在皇后大道西與正街交界的十字路口馬路中心處，藉此使警察及軍火專家需要出動到現場處理；然後有兇徒在附近的樓宇從高處向在馬路戒備的警察及拆彈中的軍火專家投擲第二枚炸彈，並發生第一次炸彈爆炸，造成三名途人受傷；當救護車駛至時再有第三枚炸彈從高處被擲下並發生第二次爆炸，造成兩名警察受傷，一輛救護車受損；至於第一枚炸彈則在警方控制局面後由駐港英軍軍火專家引爆。兩名警員及一名探員於遇襲後曾經開槍射擊懷疑匿藏在正心茶樓三樓的投彈兇徒，但相信未有命中該名疑犯。案發當日除了西營盤外，香港島另有四處發現土製炸彈，包括下午2時許在柏架山發現一枚真炸彈，下午3時許在銅鑼灣維多利亞公園維多利亞女皇銅像側邊發現一枚真炸彈，以及於下午5時在鰂魚涌太古宿舍後方的太古水塘發現兩枚真炸彈；另於當日早上9時在北角琴行街發現有三個懷疑是爆炸品的鐵罐，被懸掛在一張煽動性標語的下方；這四枚炸彈及三個可疑鐵罐，均由駐港英軍派出的軍火專家到場檢查及引爆。8月28日凌晨，在正街炸彈襲擊中被第二枚炸彈爆炸的碎片擊中致腹部受傷的男途人鄭國佳，在醫院搶救無效傷重不治，成為繼8月20日清華街慘案後第三位遇害的無辜市民，也是在這場暴動中被兇徒投擲炸彈直接引致死亡的首位死者。

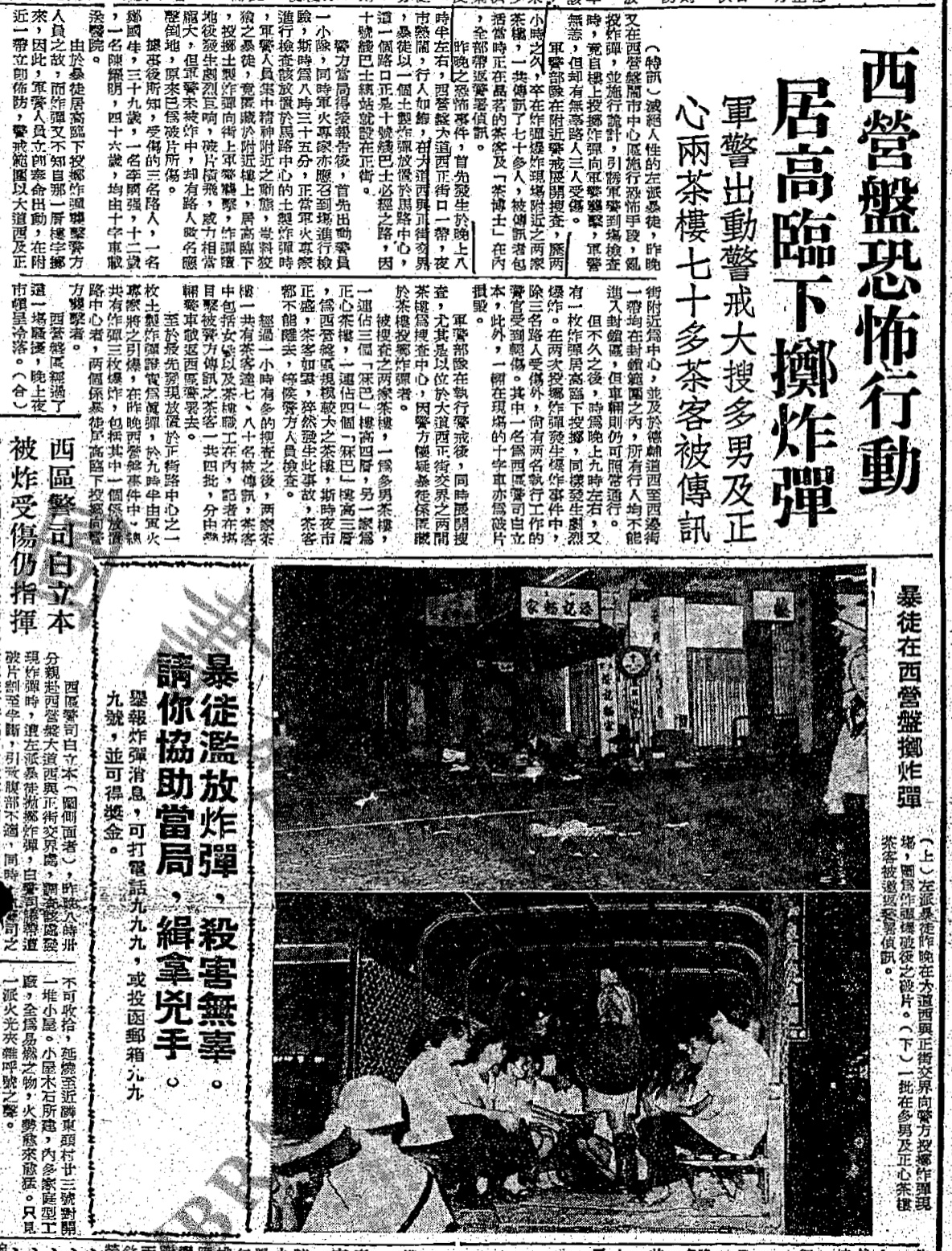
《華僑日報》於1967年8月26日的報導稱在正街炸傷市民及警察的炸彈襲擊是滅絕人性的左派暴徒「恐怖行動」，是以恐怖手段及詭計襲擊警方及無辜市民，並且在標題譴責暴徒濫放炸彈殺害無辜，呼籲讀者協助當局，舉報炸彈消息可打電話九九九或致函九九九號郵箱

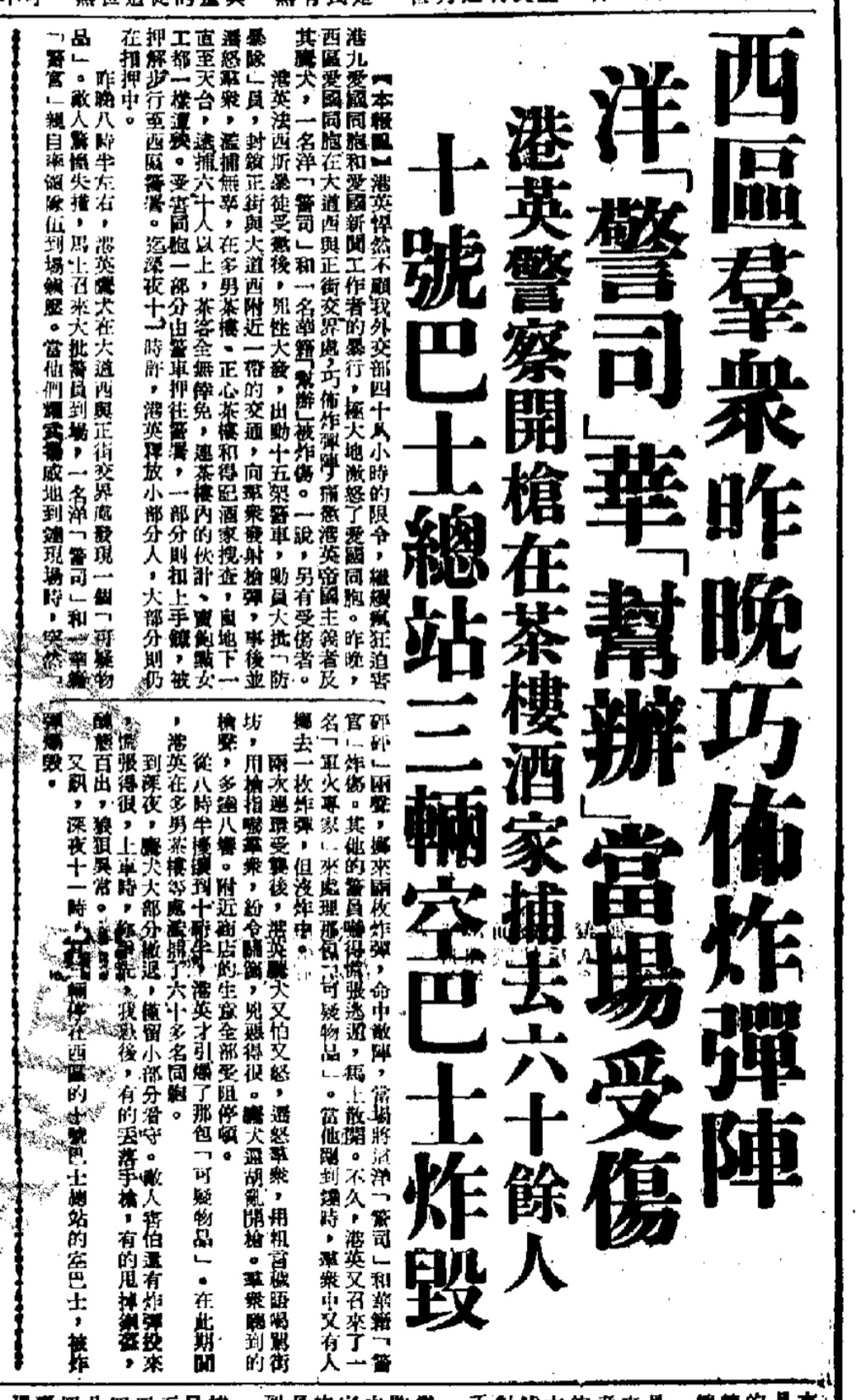
《大公報》於1967年8月26日報道昨晚西區有炸彈陣，標題只提炸彈成功炸傷警察及炸毀三輛巴士，不提有市民被炸彈所傷，內文也只含糊一短句「一說，另有受傷者。」

## 案發背景
1967年年初，由於中共支持的澳門左派在一二·三事件成功奪取澳門政局的主導權，中共中央香港工作委員會受到鼓舞，要在香港也發起類似的騷亂。新華社香港分社社長梁威林及副社長祈烽在內部會議總結澳門左派的鬥爭成果時，聲言也要在香港「大幹一場」，新華社香港分社和左派陣營便開始積極尋找挑起騷亂的機會。香港左派於1967年2月起先後利用南豐紗廠兩派工人發生毆鬥，港九的士罷駛及青洲英泥工潮，企圖將這三宗由勞資糾紛引起的事件擴大及政治化，藉此發動騷亂，但都沒有成功。直到同年5月新蒲崗大有街的香港人造花廠分廠發生罷工，終於成功利用勞資糾紛策動騷亂，並透過警民衝突擴大事件。同月，香港工會聯合會理事長楊光成立簡稱「鬥委會」的「港九各界同胞反對港英迫害鬥爭委員會」，開始以「反英抗暴」為名，利用最初由勞資糾紛引起的警民衝突，轉變成顛覆香港政府的連串騷亂。7月8日，中國民兵越境引發沙頭角槍戰並造成5名香港警察身亡後，鬥委會也將行動升級為炸彈襲擊，於左派開辦的中學，利用中學生在學校內的化學實驗室製造土製炸彈及武器，還在製作土製炸彈時加入大量鐵釘及玻璃碎，當炸彈爆炸時便會產生更多尖銳的碎片，增強傷人毀物的效果，提升炸彈襲擊的殺傷力。7月12日發生大埔鄉事會會所爆炸案，是六七暴動首宗炸彈襲擊造成的爆炸。隨後鬥委會發動街頭炸彈襲擊浪潮，當時在電車、巴士、渡輪碼頭及港九各區街頭，都發現放有真炸彈或疑似爆炸品，鬥委會意圖造成社會更大恐慌，企圖對香港政府加大壓力，在真假炸彈襲擊浪潮的半年間，有8,074件真假炸彈被放置在香港各區街頭或被投擲，當中有1,167枚真炸彈，負責移除炸彈的駐港英軍拆彈專家疲於奔命，有軍部拆彈專家在移除爆炸品時發生意外殉職，這場炸彈襲擊浪潮也造成多名市民無辜死傷。

## 案中死傷者

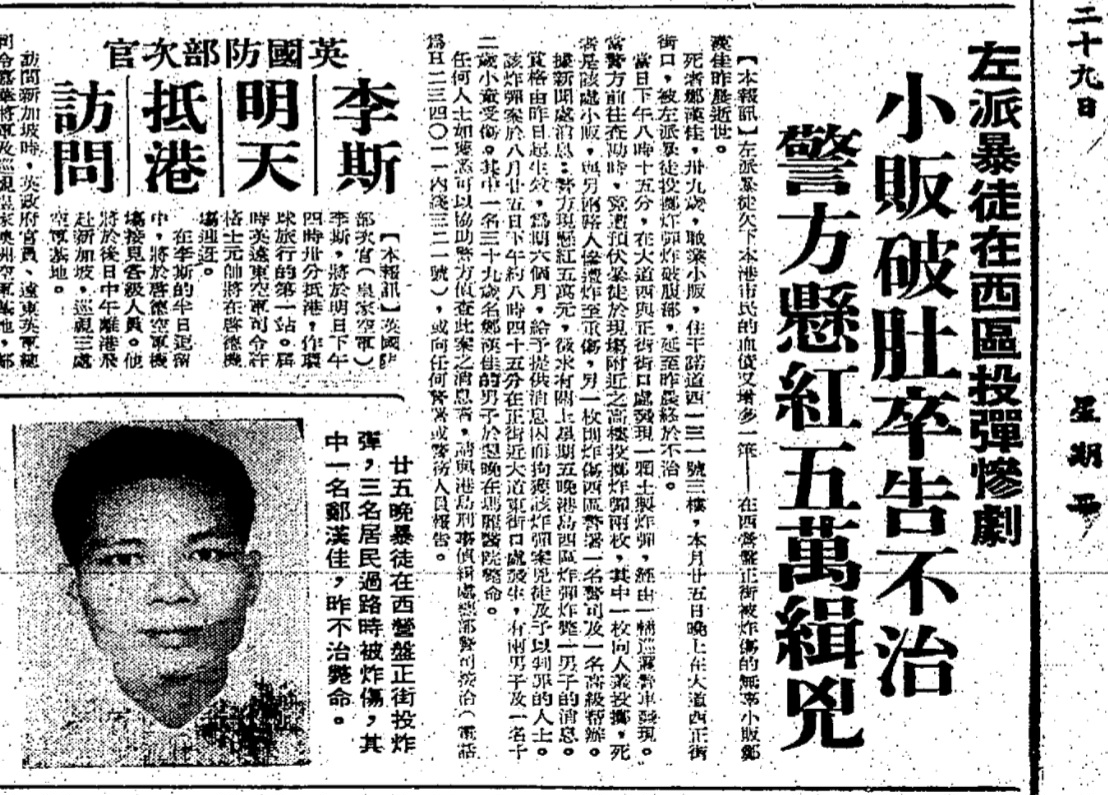
《工商日報》報導一名39歲小販被炸彈炸傷，延至8月28日凌晨傷重不治，警方懸紅五萬港元緝捕兇徒

在正街被炸死的一名死者是鄭國佳，又名鄭漢佳，該名男子遇害時39歲，居於西營盤干諾道西131號三樓，鄭在案發的正街附近從事小販謀生。鄭於8月25日晚的炸彈襲擊中腹部受傷，送入瑪麗醫院救治，至8月28日凌晨不治。
另有兩名市民在這宗炸彈襲擊中受傷，分別是12歲男童李國強，住西營盤第一街65號三樓，腳部受傷；及46歲男子陳耀明，手部及腳部受傷，兩人在醫院敷藥後可以出院。西區警司柏立本及姓李的督察在現場執勤時亦被炸彈碎片所傷，幸均屬輕傷。

## 案發經過

### 案發地點

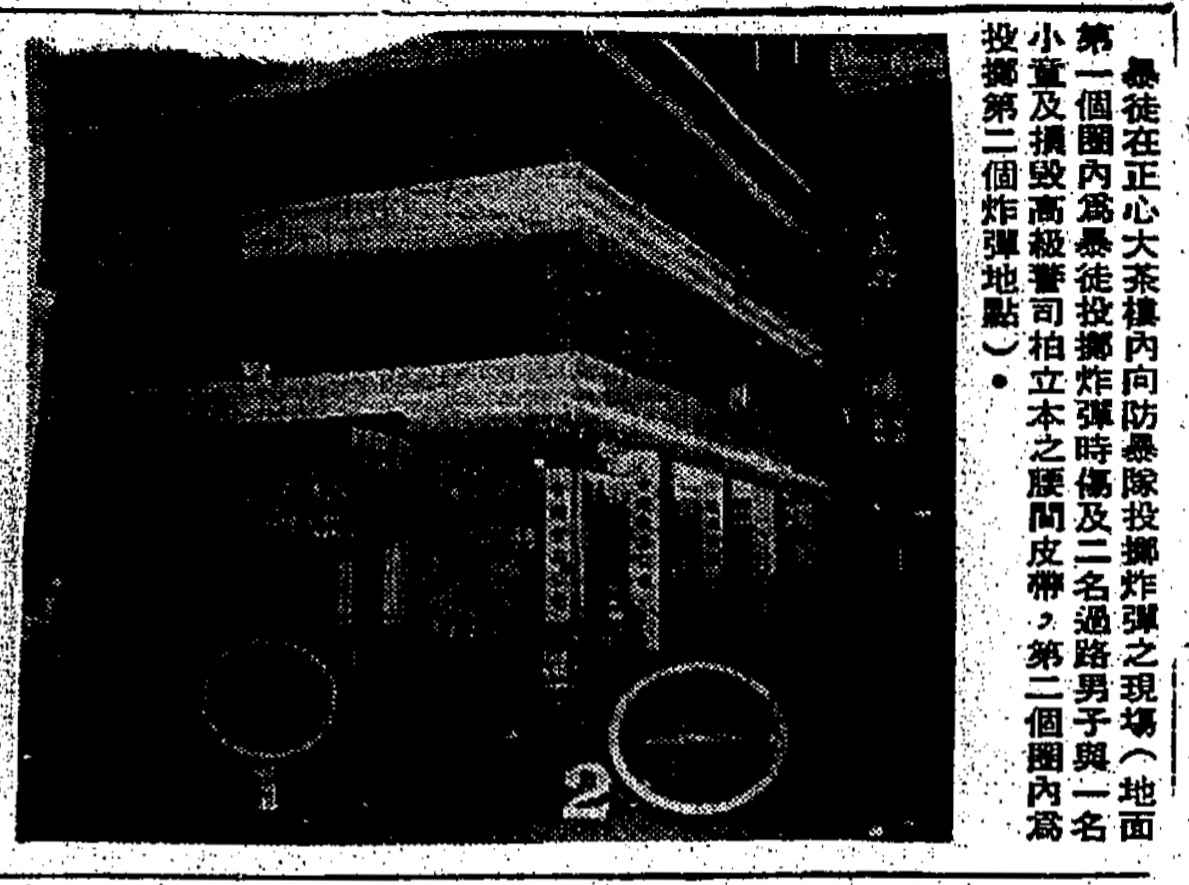
《工商日報》在1967年8月26日刊登炸彈襲擊現場的正街十字路口圖片，並加上兩個炸彈落點的標示，圖中的建築物是「正心大茶樓」

案發的地點是皇后大道西和正街交界，屬於西營盤較人多車多的區域，即使入夜後該處一帶仍有不少人流，當時來往北角至西營盤的中巴10號線在香港島西部的總站便是設於正街，皇后大道西和正街的路口亦成為10號線巴士的必經之路。在皇后大道西和正街交界的轉角處建有兩幢樓高三、四層的茶樓，位於正街路口的西邊是「正心大茶樓」，在正街路口的東邊則是「多男大茶樓」，這兩家一街之隔的茶樓都營業至晚上，為茶客提供夜茶。

### 一枚炸彈被發現及兩枚炸彈爆炸

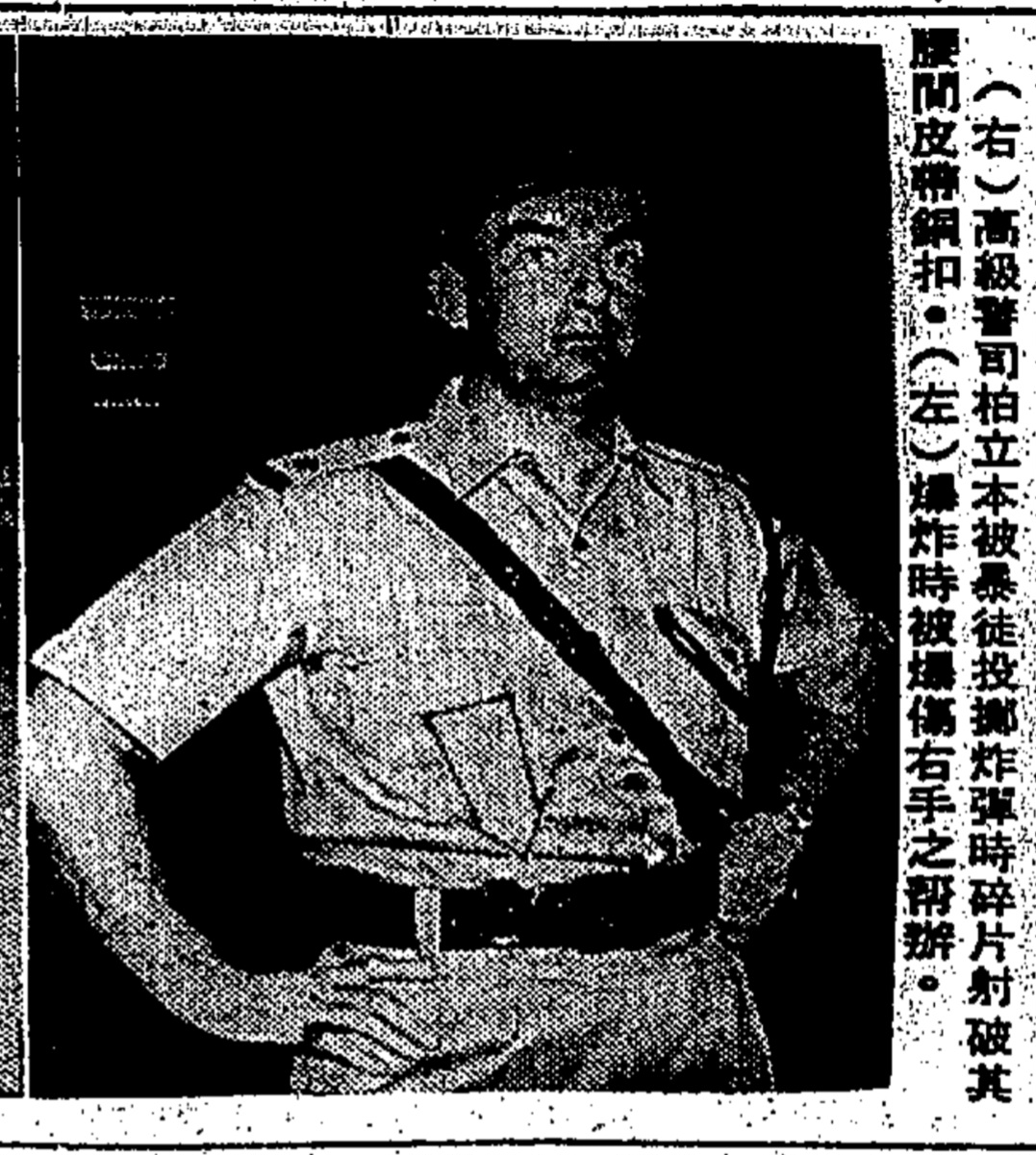
警務處西區警司柏立本遭炸彈炸傷，他佩戴的腰帶被其中一塊炸彈碎片割開一半，但腰帶阻止了這塊飛向他腹部的碎片穿入其體內，才不致危及性命，他的前額及右手亦有受輕傷，但仍能留在現場執行指揮工作

1967年8月25日晚上8時15分，一輛警察巡邏車路過皇后大道西和正街交界時，發現一件懷疑是爆炸品的鐵罐被放置在馬路的中心，車上的警員向上級報告後，警方於8時30分派出一小隊警員到場增援，並召喚駐港英軍軍火專家到場檢驗爆炸品及拆彈。晚上8時35分，警察和軍火專家到達現場。警察到場後展開戒備及呼籲市民遠離該段馬路，但當時仍有不少市民未聽勸喻繼續在該路口附近橫過馬路，而軍火專家則在馬路中心全神貫注檢查這件懷疑爆炸品，不久有一枚土製炸彈突然從附近的樓宇被擲下，炸彈落地後發生爆炸，散射的炸彈碎片，導致現場兩名男子及一名男童受傷，其中39歲男子鄭國佳傷勢最重，鄭的腹部流血，當場躺臥在地上，12歲男童李國強及46歲男子陳耀明亦分別腳部和手足受傷，在場執勤的警察和軍火專家則沒有受傷。警方認為兇徒投下炸彈時是以警察和軍火專家為首要殺傷目標，但同時罔顧無辜市民的性命。炸彈爆炸發生後，警察召喚救護車將傷者送院，由於在場戒備的警察未能立即判斷這枚炸彈是從那幢樓宇擲下，故此警方立即擴大戒備範圍，以正街為中心，將東邊街至西邊街路口的皇后大道西也納入封鎖線範圍內，車輛可以保持通行，路上的行人則需要離開，不得進入封鎖線內。
晚上9時左右，突然再有一枚土製炸彈從附近的樓宇被擲下，炸彈落地後發生爆炸，在場指揮的西區警司柏立本被炸彈碎片擊中，所幸飛向他腹部的一塊碎片先擊中其腰帶近扣環的位置，雖然腰帶幾乎被碎片割開一半，但也阻擋了碎片刺入其腹部，他只是感到腹部不適，而他的前額、右手、腳跟上方亦被炸彈所傷，不過僅屬輕傷，柏立本在受傷後仍然留在現場指揮封鎖及搜查工作。第二枚被擲下的炸彈亦造成一名姓李的督察受傷，所幸炸彈碎片是先擊中其佩戴的警棍後才刺入皮肉，未有深入體內，故僅為皮外傷。當時有一輛駛抵現場的救護車亦被第二枚炸彈的碎片擊中而受損。

### 開槍搜捕兇徒及引爆第一枚炸彈
第二枚從高處投擲的炸彈爆炸後，現場有兩名軍裝警員察覺兇徒是匿藏於正心茶樓三樓，後座近正街窗口的一道百葉簾後面，於是一同拔出左輪手槍向懷疑是兇徒匿藏的位置開槍，另一名便裝探員也從背心取出一支卡賓槍開火射擊，但經調查後相信未有擊中疑犯。大批防暴警察於晚上9時25分抵達案發現場，將東邊街、正街及西邊街完全封鎖，並有兩隊警員分別進入在正街路口兩旁的正心茶樓及多男茶樓內搜查。
晚上9時35分，隨著大批警察到場控制秩序及設立封鎖區，英軍軍火專家將兇徒最先放置於皇后大道西和正街十字路口的一枚土製炸彈引爆。軍火專家表示這枚土製炸彈使用一個大罐裝麥片罐作為外殼，內部藏有火藥，兇徒還在罐內放入鐵釘和玻璃碎，當炸彈爆炸時可產生大量尖銳的碎片，造成更致命的殺傷力，故此需要即場堆放沙包並將其引爆。
警員在正心茶樓內向茶客進行問話時，發現有一本毛語錄被棄置在茶樓三樓的男洗手間門口。警方先後在正心茶樓拘捕兩名身份可疑的男子，將兩人帶返警署作進一步調查。警方亦派出一隊便裝探員，進入這兩家茶樓十字路口對面的兩幢樓宇搜查及向住客問話，但未有可疑發現。晚上10時30分，警方解封現場，交通逐漸恢復正常，警員亦分批撤離。警方同時安排四輛警察卡車，將正心和多男兩家茶樓合共約70多名茶客及職員接載到西營盤警署協助調查及錄取詳細口供。
三名被炸彈炸傷的市民由救護車送到瑪麗醫院救治，其中12歲男童李國強腳部受傷，46歲男子陳耀明手腳受傷，但情況穩定，經清理傷口、敷藥及包紮後，可以出院。傷勢最嚴重的39歲男子鄭國佳，他的右胸近腹部處被炸彈碎片擊中，留院期間情況未有改善，最終延至8月28日凌晨傷重不治。香港警方於28日中午懸紅5萬港元追緝在西營盤正街發動炸彈襲擊導致鄭國佳死亡的兇徒，提供消息協助拘捕兇徒歸案將可獲發放獎金，獎金有效期為發布懸紅當日起的六個月，警方呼籲任何人士如可以提供該宗炸彈爆炸命案的線索，可撥打電話H234011及內線321，與港島刑事偵緝處總部警司接洽，也可到各區警署向警務人員報告。

## 法庭審訊

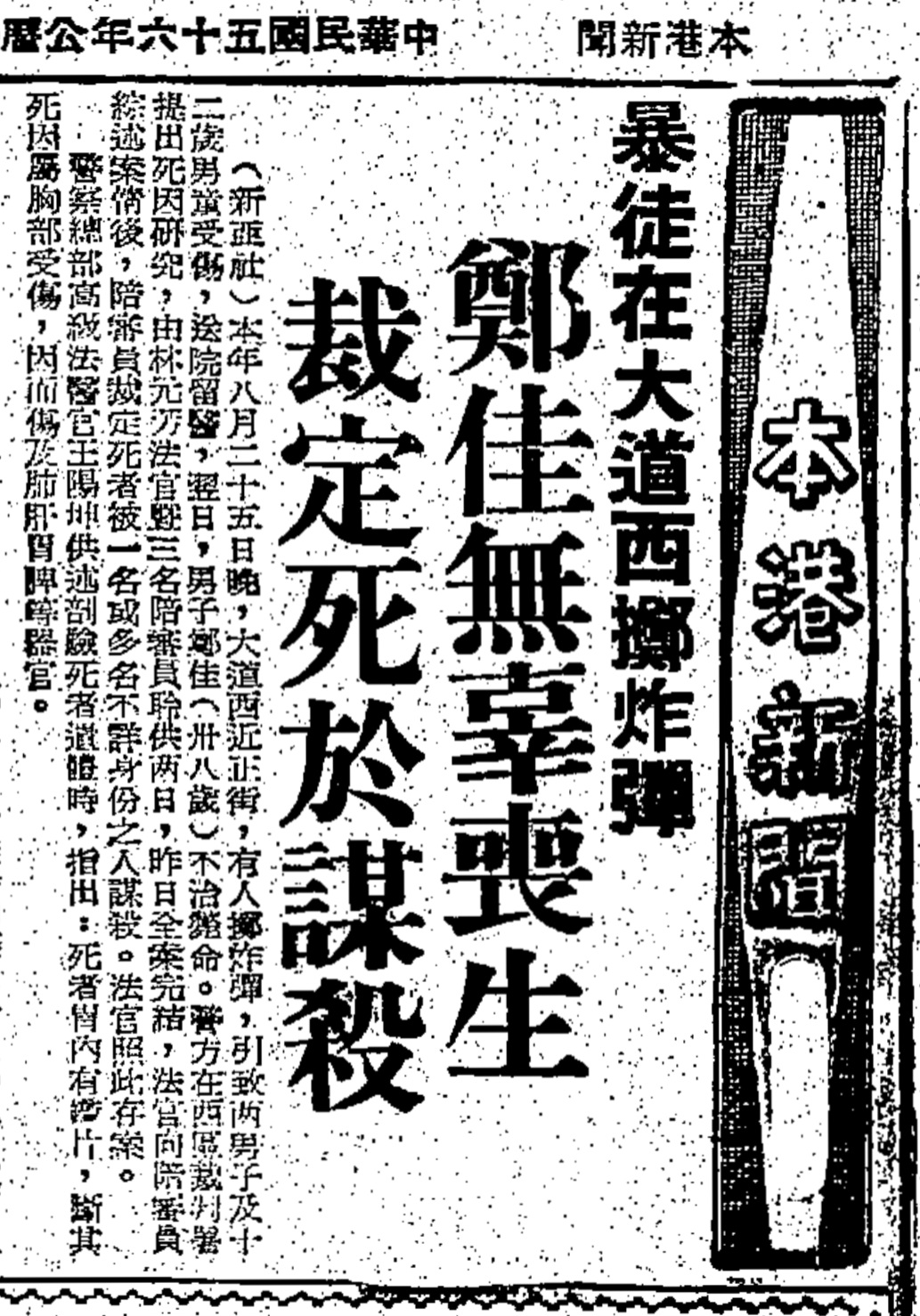
《華僑日報》在1967年12月8日報道死因庭裁定正街炸彈襲擊中的死者鄭國佳死於被人謀殺

1967年12月5日，死因裁判法庭在西區裁判署召開死因研訊，研判鄭國佳的死因，死因庭由林元芳法官主持，並由三位陪審員一同聽取供詞及裁決。警務處探員盧一平在死因庭作供，盧稱於8月25日晚上8時30分接獲上級指示趕往發現炸彈的正街路口支援，他在途中從遠距離看見事發的路口一帶有人聚集，之後突然傳出爆炸聲，人們即四散躲避。在爆炸發生後，他於皇后大道西186號門外見到一名男子（鄭國佳，39歲）躺臥在路上，該名男子的右胸溢出血液，狀甚痛苦，他立即使用藥棉按著這名男子的右胸，嘗試為其止血，他在現場又見到一名受傷男童（李國強，12歲），他其後陪同這兩名傷者到醫院接受診治。當到達醫院後，同樣在這宗爆炸案受傷的另一名男子（陳耀明，46歲）也被送抵醫院，這名男子向他稱是在第二次爆炸中受傷。盧又表示男傷者鄭國佳在8月28日傷重不治後，他有協助將鄭的遺體移送到殮房。
12月7日，警察總部高級法醫王陽坤在死因庭作供稱鄭國佳的胸部有致命傷，他為死者的遺體進行剖驗時在胃內找到鐵片，判斷是炸彈爆炸產生的碎片穿入體內，造成肺部、肝臟、胃部、脾臟等器官損傷及內出血致死。法官之後引導陪審員進行裁決，陪審員一致裁定鄭國佳死於被人謀殺，法官宣布死因庭以此存案。

## 外部連結
维基共享资源上的相關多媒體資源：正街炸彈襲擊案